# Achamán

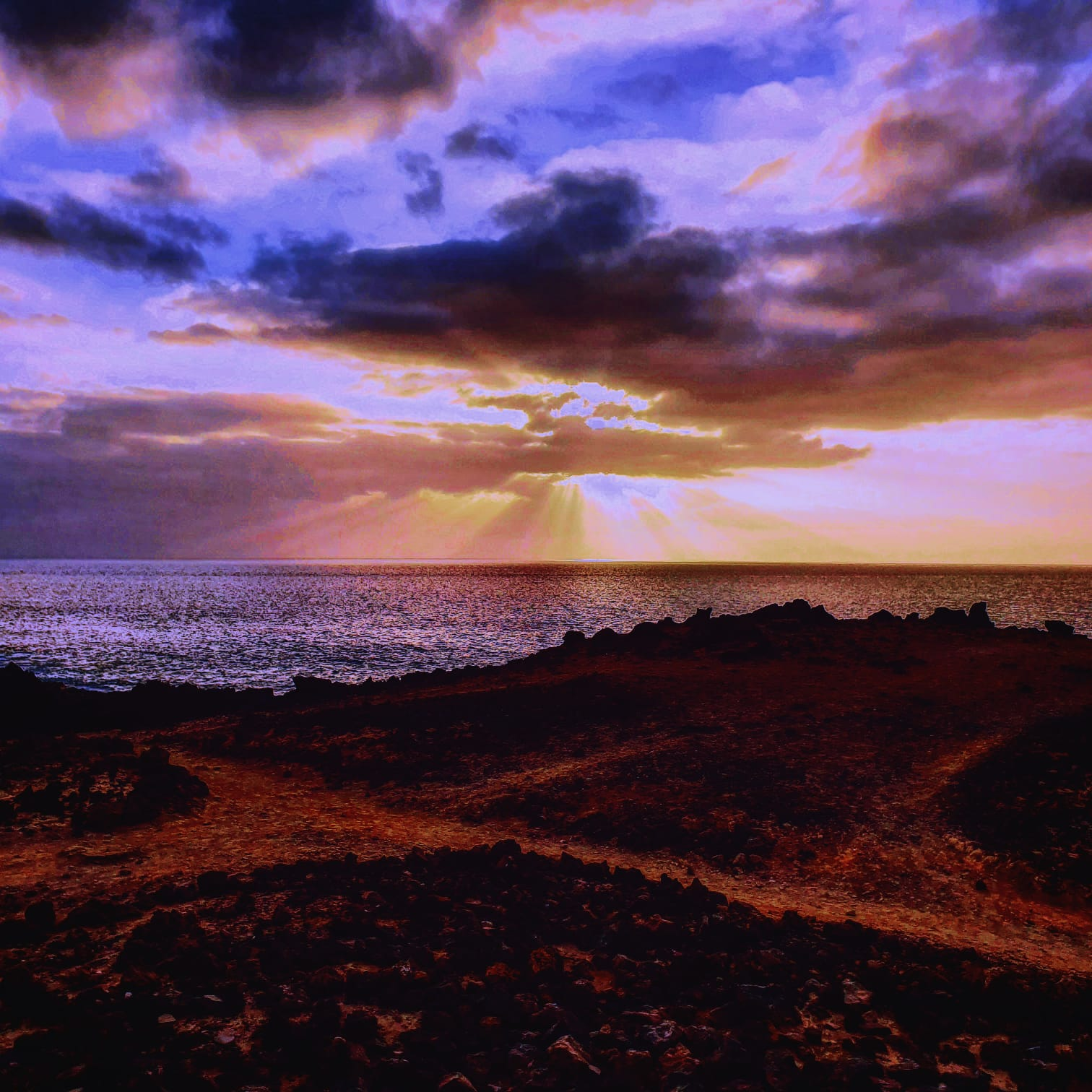
Según la mitología, Achamán se identificaba con el cielo.

Achamán era el nombre que recibía una de las entidades mitológicas divinas en las que creían los guanches, antiguos pobladores de la isla de Tenerife —Canarias, España—.
Era considerado el Ser Supremo de la mitología guanche, siendo relacionado con el cielo.

## Etimología
El término Achamán fue traducido por los primeros historiadores como 'el cielo' o simplemente como 'Dios', aunque otros indican que Acaman significa 'sol'. Para lingüistas modernos Achamán, cuya forma primitiva sería aššaman, puede ser traducido como 'el Celestial' o 'el Centelleante' basándose en comparaciones con voces bereberes que aluden al relámpago y al rayo.
En los primeros textos históricos el término aparece generalmente formando parte de la locución Achguayaxerax, Achorom (sic, forma correcta Acorán), Achaman, que traducían por 'el sustentador de cielo y tierra', aunque parece que esto solo alude a Achguayaxerax, siendo la traducción completa de la locución 'he aquí el Espíritu que sustenta el universo, el Celestial, el Centelleante'.
Aparece en la documentación también con las variantes Achamón, Acaman y Ataman (posiblemente meras erratas o hipercorrecciones), conservándose además otros nombres por los que era conocido según los atributos que poseía: Achuhurahan 'el que está en lo ardiente o brillante', Achuhucanac 'el que está en la lluvia', Achguayaxerax 'he aquí el Espíritu que sostiene el firmamento', Atguaychafanataman 'he aquí la causa de la luz de los relámpagos', y Achuguayo 'el que es espíritu'. Según esta interpretación, todos estos teónimos se referirían a una única entidad celestial, conocida como Acorán en las crónicas e invocada en los juramentos de los guanches.

## Mitología

### La creación de los seres humanos
De los mitos guanches se conservó en la documentación posterior a la conquista de la isla el de la creación del ser humano, según el cual Achamán había creado a un grupo de hombres y mujeres del agua y la tierra, dándoles ganados para su sustento. Más tarde creó a más personas, pero no les dio ganados, indicándoles que debían servir a los primeros. Este mito de origen explicaba las diferentes clases sociales que existían en el pueblo guanche.

### Achamán y Guayota
Una leyenda literaria moderna que no aparece en las fuentes tradicionales pero que se ha popularizado recientemente alude a un enfrentamiento entre Achamán y el espíritu maligno Guayota, quien había encerrado al dios del sol Magec en el interior del volcán Teide, sumiendo a todo el mundo en la oscuridad. Los guanches pidieron clemencia a Achamán, quien tras una encarnizada lucha consiguió derrotar a Guayota, liberar a Magec y taponar el cráter con Guayota en su interior.

## Los nombres del dios supremo en las otras islas
En el resto de islas del archipiélago la divinidad suprema tenía otros nombres, pudiéndose referir al mismo dios, o con los mismos atributos:
- Abora o Abara en La Palma.
- Acoran o Acorán también en Gran Canaria.
- Eraoranhan en El Hierro.

Se desconoce el nombre que daban al ser supremo los aborígenes de la isla de La Gomera, mientras que para Lanzarote y Fuerteventura el naturalista Jean-Baptiste Bory de Saint-Vincent recogió la forma Althos, que sin embargo historiadores posteriores dan como dudosa.